# ジェコー
ジェコー株式会社（英: Jeco Co., Ltd.）は、埼玉県行田市に本社を置く自動車用時計・計器・モーターなどを製造する企業。2021年4月1日、株式交換契約によりデンソーの完全子会社となった。

## 沿革
- 1952年 - 日本真空時計株式会社設立。
- 1955年 - 日本電気時計株式会社に社名変更。
- 1959年 - 行田工場開設。
- 1963年 - 東京証券取引所第2部に上場。
- 1963年 - 現社名に変更。
- 1970年 - 長野ジェコー（株）設立。
- 1974年 - トヨタ生産方式 (TPS) 導入。
- 1976年 - 統合的品質管理 (TQC) 導入。
- 1985年 - 現所在地に本社移転。
- 1995年 - JAPI（フィリピン）設立。
- 1998年 - ISO9001審査登録。
- 2000年 - ISO14001審査登録。
- 2003年 - オールジェコー・ゼロエミッション達成。
- 2021年
  - 3月30日 - 東京証券取引所第2部上場廃止。
  - 4月1日 - 株式交換によりデンソーの完全子会社となる。

## 関連会社
- 長野ジェコー株式会社
- Jeco Autoparts Philippines,Inc.（フィリピン）